# نانو اویا (شهرک)
نانو اویا (به لاتین: Nanu Oya) یک منطقهٔ مسکونی در سری‌لانکا است که در استان مرکزی (سری‌لانکا) واقع شده‌است. نانو اویا ۱٬۶۱۳٫۱ متر بالاتر از سطح دریا واقع شده‌است.